# Loeseneriella griseoramula
Loeseneriella griseoramula là một loài thực vật có hoa trong họ Dây gối. Loài này được S.Y. Bao mô tả khoa học đầu tiên năm 1981.